# Сано ди Пьетро
Сано ди Пьетро, собственно Ансано ди Пьетро (итал. Sano di Pietro; 1405, Сиена — 1481, там же) — итальянский живописец, сиенской школы периода кватроченто.

## Биография
Сано ди Пьетро был разносторонним художником. Он писал алтарные картины, фрески, занимался книжной миниатюрой и росписями таволетта (деревянные обложки книг) для Биккерны (Сиенского казначейства). В 1428 году Сано ди Пьетро был принят в Арте дель Питтори — сиенскую гильдию живописцев одновременно со своими старшими современниками Джованни ди Паоло и Сассеттой.
Документы этого периода свидетельствуют, что Сано ди Пьетро работал рука об руку с Сассеттой, которого большинство специалистов считает его учителем. Сассетта был примерно на десять лет старше Сано, и судя по всему, их связывали не просто профессиональные, но дружеские отношения. Во всяком случае, так можно понять из нескольких известных фактов: в 1428 году Сано ди Пьетро раскрашивал и золотил купель сиенского баптистерия, созданного по проекту Сассетты, в 1432 году помогал ему в работе над алтарной картиной «Снежная Мадонна», а после смерти Сассетты, которая случилась во время работы над фресками Порта Романа, Сано ди Пьетро дописал за него фреску «Коронование Девы Марии» (1458—1466) и алтарь «Святого Франциска» (Пинакотека, Сиена).
Сано ди Пьетро пользовался почётом и уважением в родном городе, а также возглавлял процветающую мастерскую, сотрудники которой, впрочем, повинны в том, что не все работы, вышедшие из её стен, одинаково высокого качества. В своём творчестве Сано ди Пьетро стремился сочетать утончённую линеарность Сассетты с пластичностью Доменико ди Бартоло.
Первой подписанной и датированной работой Сано является «Полиптих Благословенного Джованни Коломбини» (1444), основная часть которого ныне хранится в Пинакотеке Сиены, а пределла в парижском Лувре. В 1445 году Сано и Доменико ди Бартоло написали фреску «Коронование Девы Марии» в сиенском Палаццо Пубблико, в 1449 году Сано ди Пьетро написал «Триптих Святого Блеза» (Сиена, Пинакотека), а в 1458 году «Полиптих Монтемерано».

Как доверенный живописец сиенского ордена францисканцев Сано ди Пьетро создал цикл картин, посвящённый сюжетам из жизни крупнейшего местного проповедника, Святого Бернардина, включая известную «Проповедь святого Бернардина на площади Сиены» (1445, Музей произведений искусства собора, Сиена). Этот образ активно тиражировался и самим Сано ди Пьетро («Молитва Святого Бернардина на Кампо», 1445, Музей произведений искусства собора, Сиена; «Святой Бернардин Сиенский», около 1480, пинакотека Сан-Франческо, Городской музей Аквапенденте), и другими живописцами 
 Заметную часть творчества мастера составляют алтарные образы Мадонны с Младенцем («Мадонна Смирения», 1440—1442, «Мадонна с Младенцем, святыми Иаковом Старшим и Иоанном Евангелистом», около 1450, обе — Бруклинский музей, Нью-Йорк; «Мадонна с Младенцем, святыми и ангелами», 1465—1470, Метрополитен-музей, Нью-Йорк; «Мадонна с Младенцем и святыми Иеронимом, Иоанном Крестителем, Бернардином и Варфоломеем», 1450—1481, Художественная галерея Нового Южного Уэльса, Сидней).
Кроме сиенских заказов, мастерская Сано ди Пьетро работала над множеством заказов из небольших городов, например, полиптих 1471 года для Бадиа-а-Изола, алтарь для собора в Пиенце, полиптих для церкви Санта-Кристина в Больсене и другие. С выполнением заказов для монастырей, храмов и частных лиц Сано ди Пьетро совмещал и другие обязанности (был капитаном сиенской контрады Сан-Донато).
Некролог Сано ди Пьетро гласит:
Pictor famosus et homo tous deditus Deo
Известный художник и человек, преданный Богу

## Галерея

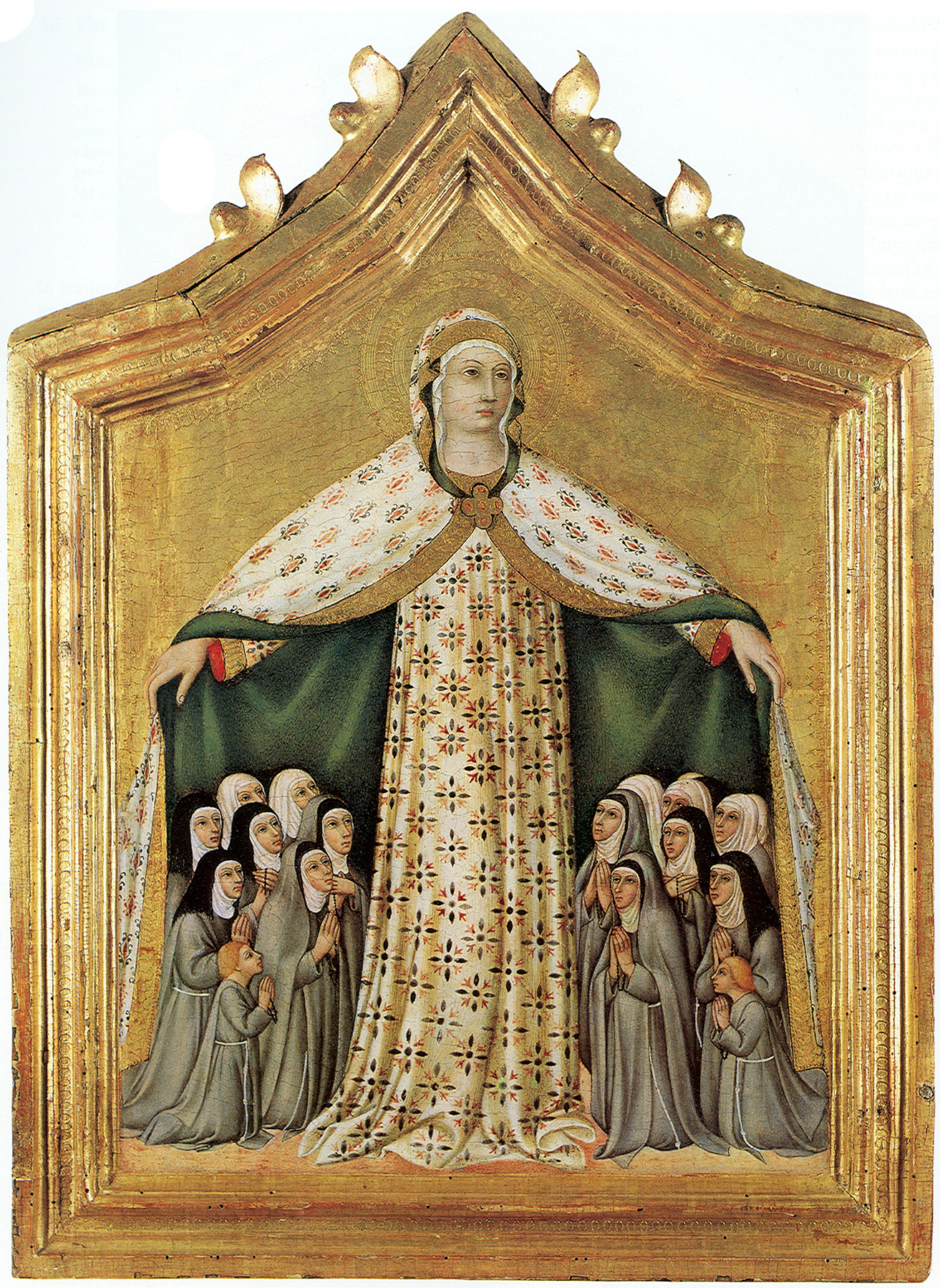
Мадонна с плащом Милосердия. 1440-е. Дерево, темпера, золочение. Частное собрание
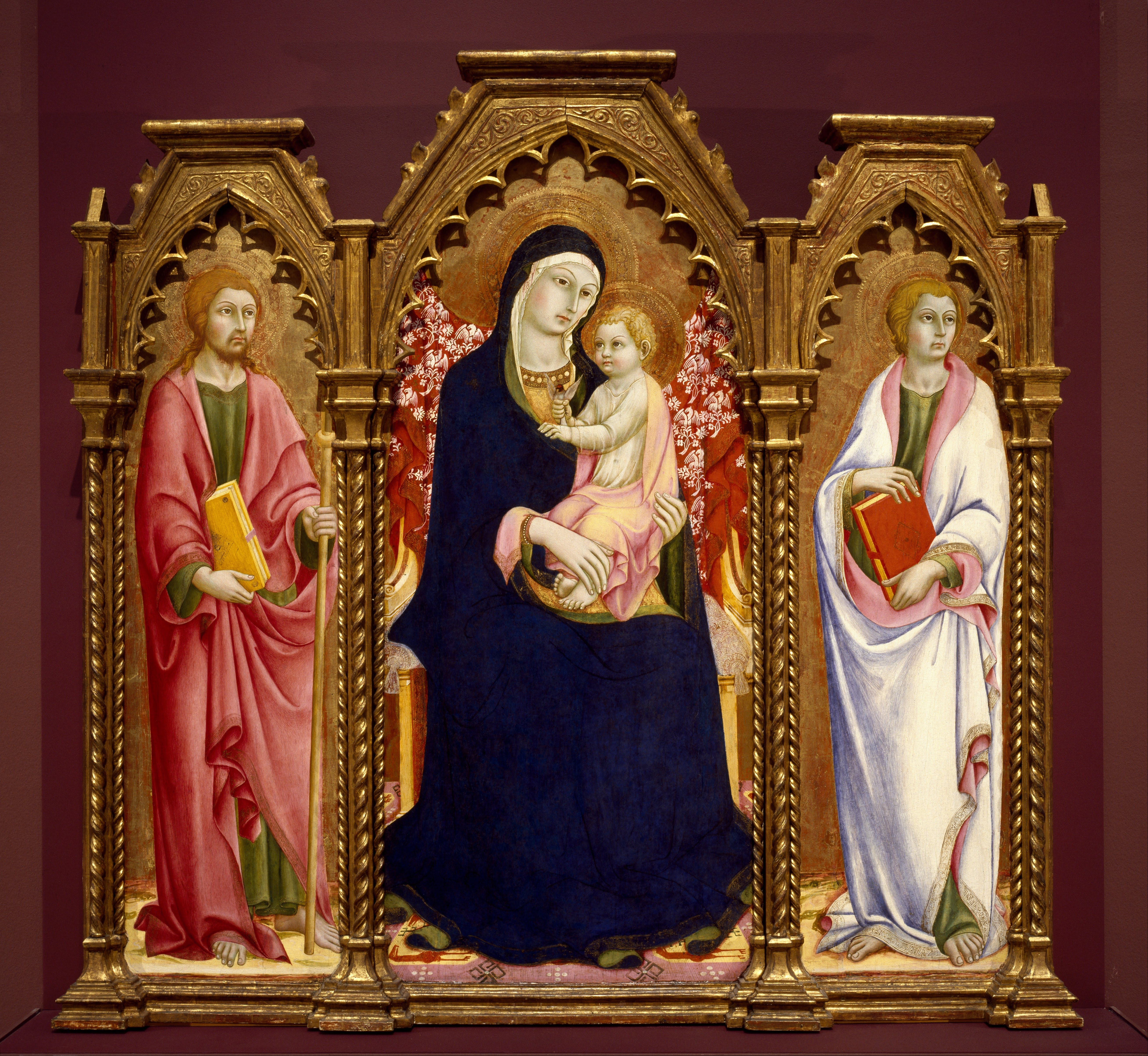
Мадонна с Младенцем и святыми Иаковом Старшим и Иоанном Евангелистом. Ок. 1450. Дерево, темпера. Бруклинский музей, Нью-Йорк
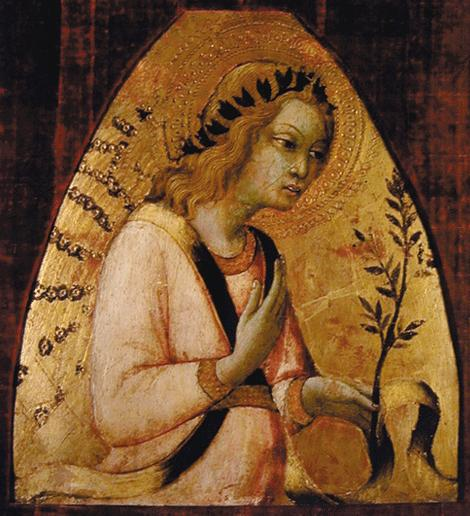
Ангел Благовещения. Ок. 1450. Дерево, темпера. Частное собрание
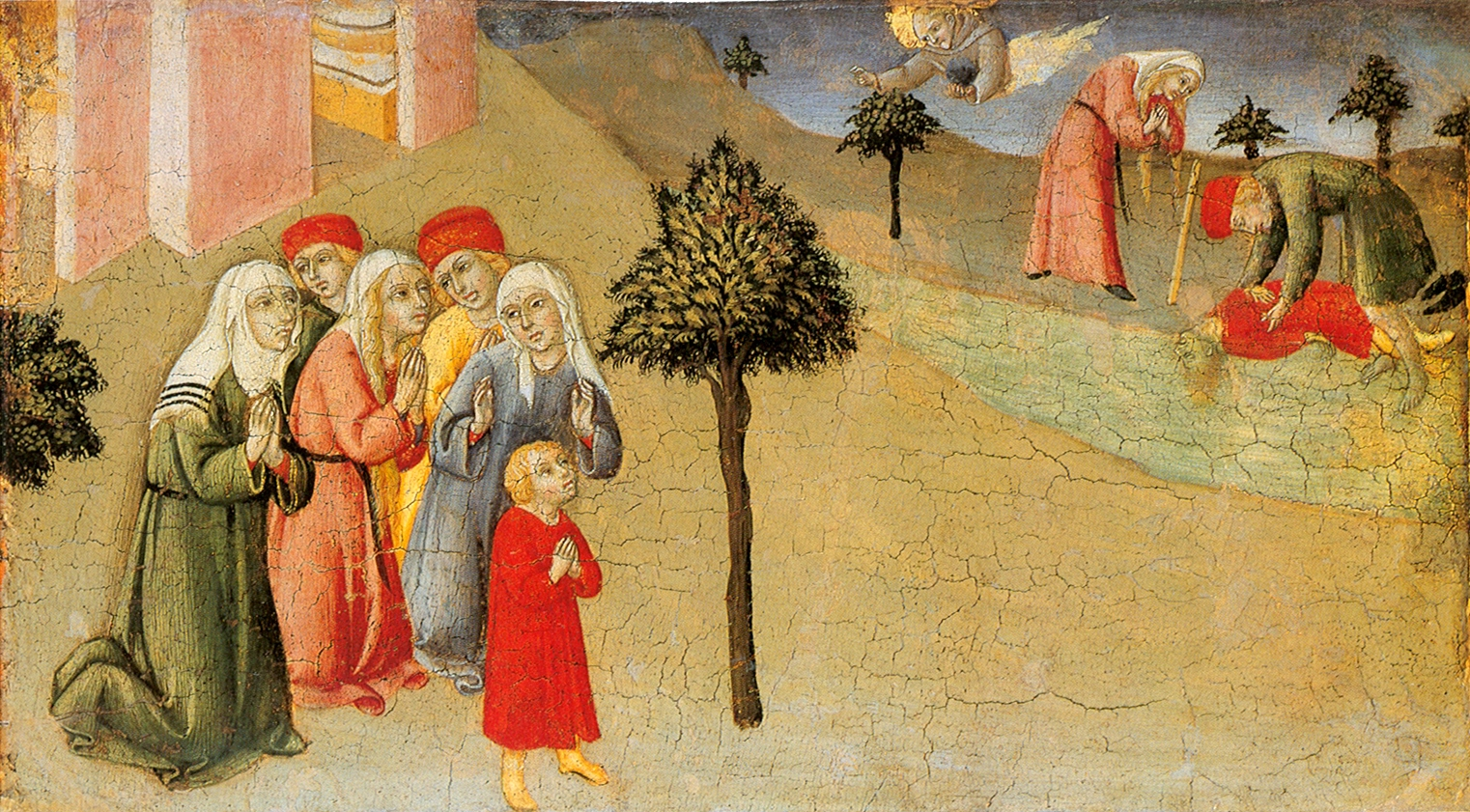
Святой Бернардин возвращает к жизни ребёнка. Панель пределлы алтаря. Нач. 1450-х. Дерево, темпера. Частное собрание
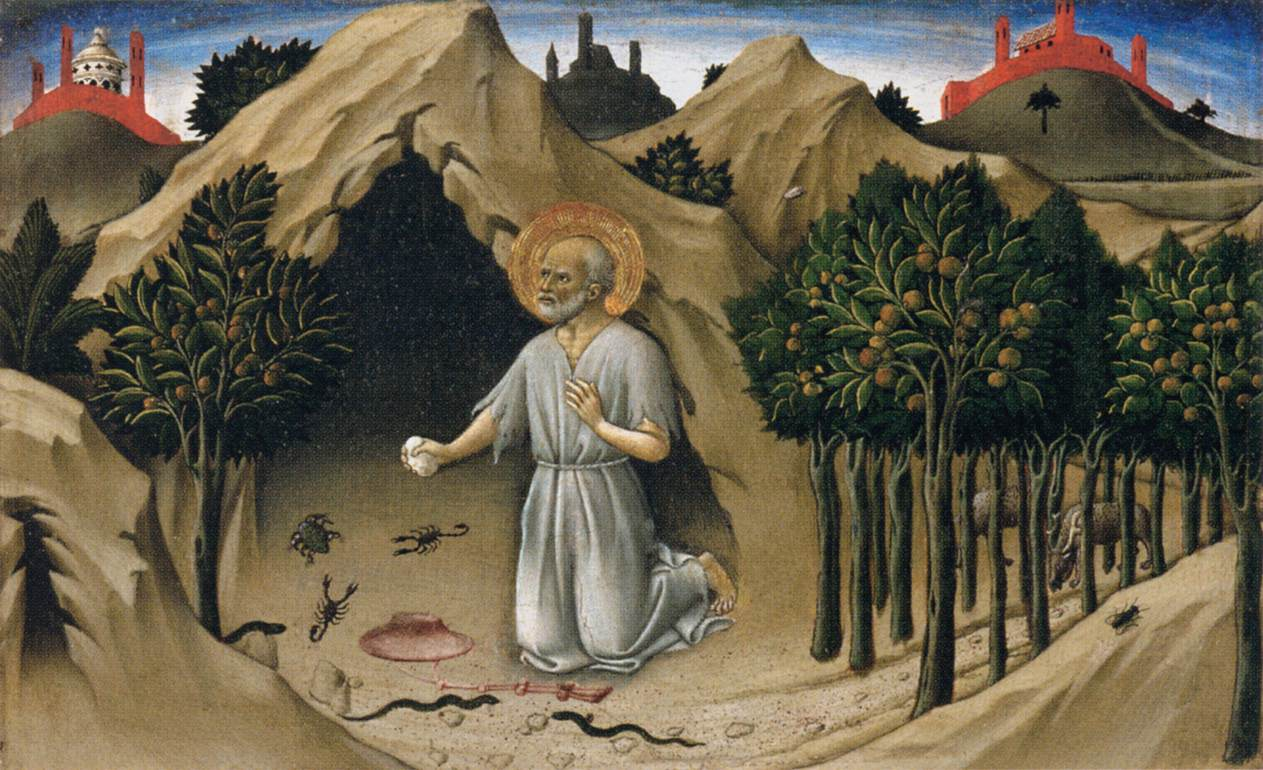
Сцены из жизни Святого Иеронима. Дерево, темпера. Лувр, Париж
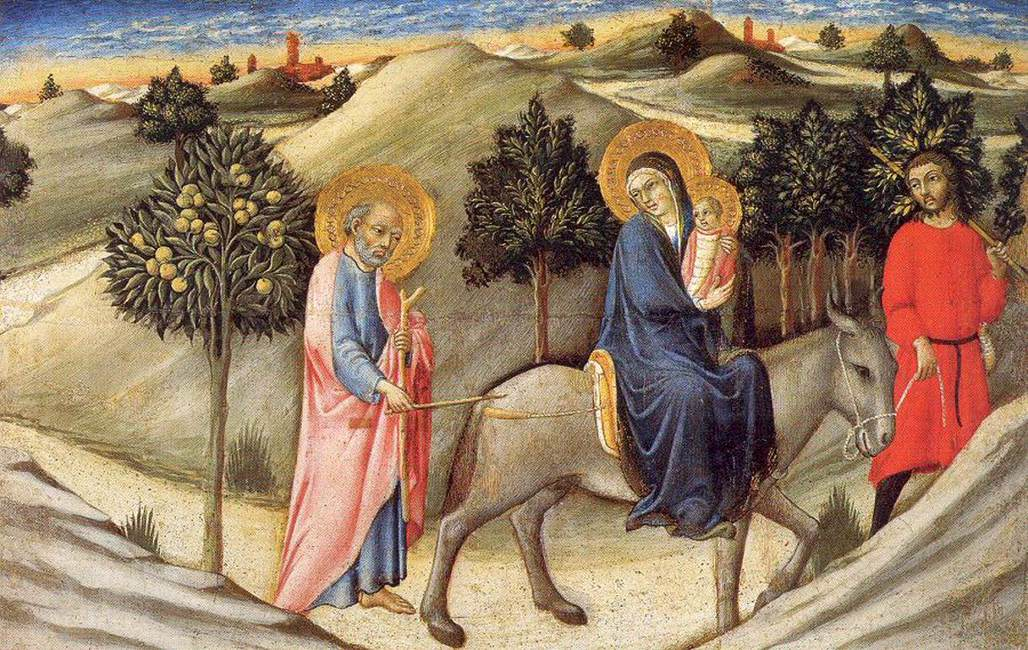
Бегство в Египет. Ок. 1445. Дерево, темпера. Ватиканская пинакотека